# Tragedia di Carnevale del 1823
La tragedia di Carnevale del 1823 avvenne l'11 febbraio 1823 presso la Chiesa di Santa Maria di Gesù a La Valletta, Malta. Circa 110 ragazzi che si erano recati nell'edificio a ricevere il pane l'ultimo giorno dei festeggiamenti di carnevale morirono dopo essere caduti da una scalinata, cercando di uscire dalla Chiesa.

## L'antefatto
All'inizio del XIX secolo, la Colonia di Malta stava attraversando una carestia ed era diventata una tradizione riunire i ragazzi di età compresa tra gli 8 e i 15 anni delle classi sociali più povere della Valletta e delle Tre Città per partecipare a una processione durante gli ultimi giorni di carnevale. Dopo la processione, avrebbero assistito alla Messa e poi avrebbero ricevuto del pane. Quest'attività era organizzata da direttori ecclesiastici che insegnavano il catechismo, e il suo scopo principale era quello di tenere i bambini fuori dai tumulti e dalla confusione del carnevale.
Una prima processione fu organizzata per il 10 febbraio 1823, quando i bambini assistettero alla messa a Floriana e poi si recarono alla Chiesa di Santa Maria di Gesù (ora meglio nota come ta' Ġieżu) a La Valletta dove ricevettero il pane. Tutto andò come previsto e una nuova processione fu organizzata per il giorno successivo.

## Il disastro
La stessa procedura ebbe quindi luogo l'11 febbraio 1823. I bambini si riunirono e parteciparono alla messa a Floriana, ma la cerimonia durò un'ora in più del solito. La processione dei bambini al convento di La Valletta avvenne in concomitanza con la fine dei festeggiamenti del carnevale, incontrarono così molte persone che stavano tornando a casa. A questo punto, alcuni adulti e bambini della folla si mescolarono ai ragazzi per ricevere gratuitamente il pane che veniva distribuito.
I ragazzi entrarono in uno dei corridoi del convento dalla porta della sacrestia della chiesa, e dovevano essere fatti uscire da un'altra porta in St. Ursula Street. Il pane doveva essere distribuito da quest'ultima porta. Sebbene la porta della sacrestia fosse solitamente chiusa a chiave per impedire ai ragazzi di rientrare per ricevere altro pane, questa volta la porta fu lasciata aperta poiché i ragazzi erano in ritardo. A causa di ciò, più uomini e ragazzi entrarono senza che nessuno se ne accorgesse.
Le persone entrate iniziarono a spingere i ragazzi in coda nel corridoio, che furono spinti in fondo al corridoio vicino a una porta semiaperta. Quindi una lampada si spense lasciando il corridoio al buio, e le persone all'interno iniziarono ad avanzare ancora di più. I ragazzi in prima fila furono quindi spinti fino a cadere da una rampa di scale, bloccando la porta nel mentre.
Coloro che stavano distribuendo il pane e alcuni vicini si precipitarono ad aiutare i bambini dopo aver sentito delle urla. Riuscirono ad aprire le porte e molti ragazzi uscirono venendo soccorsi. Tuttavia, molti ragazzi erano già morti per soffocamento o per essere stati calpestati.
Il numero esatto delle vittime non è noto. I registri della Sacra Infermeria mostrano che 94 corpi di ragazzi di età compresa tra i 15 e i 16 anni furono portati in ospedale l'11 febbraio 1823 e vennero sepolti il giorno successivo.  Tuttavia, documenti contemporanei come The Gentleman's Magazine e Historical Chronicle hanno dichiarato che "non meno di 110 ragazzi morirono in questa circostanza".

## Conseguenze
Un'indagine condotta dal Luogotenente Governatore, Richard Plasket, iniziò dopo il disastro e pochi giorni dopo l'incidente fu pubblicato un rapporto sui risultati. L'inchiesta concluse che si era trattato di uno sfortunato incidente causato da un susseguirsi di errori e nessuno fu accusato della morte dei bambini.